# آن سوی آینه
آن سوی آینه فیلمی به کارگردانی و نویسندگی محمدرضا اعلامی محصول سال ۱۳۷۶ است.

## بازیگران
- مهناز افضلی
- شهراد وثوقی
- امیرحسین خان شهری
- مهری مهرنیا
- جمشید لایق
- صدیقه کیانفر
- شهرام جمشیدی
- آرش اعلامی
- کیمیا حقیقی
- شبنم بهارفر
- حسن جعفری
- علی بشارت پور
- محمدرضا اعلامی
- پوریا اناری
- ارس اعلامی
- وحید قطبی
- حامد قطبی
- سانازکاشمری